# Ben Cijon Kešet
Ben Cijon Kešet (hebrejsky: בן-ציון קשת, žil 1914 – 8. srpna 1984) byl izraelský politik a bývalý poslanec Knesetu za strany Gachal a Likud.

## Biografie
Narodil se v Rize v tehdejší Ruské říši (dnes Lotyšsko), kde vystudoval hebrejskou střední školu. V roce 1934 přesídlil do dnešního Izraele. V letech 1942–1943 byl členem generální štábu jednotek Irgun. Britské mandátní úřady ho vyhostily v letech 1944–1948 do Eritreji.

## Politická dráha
V mládí byl aktivní v sionistickém hnutí Bejtar, v roce 1932 patřil mezi zakladatele Bejtaru v sousedním Estonsku. V letech 1935–1937 byl členem vedení Bejtaru v dnešním Izraeli. Po roce 1948 se zapojil do vedení strany Cherut, předsedal její samosprávní sekci. Byl členem Veřejné rady pro sovětské Židovstvo. Působil jako člen auditorského výboru na ministerstvu bydlení.
V izraelském parlamentu zasedl po volbách v roce 1969, do nichž šel za Gachal. Pracoval v parlamentním výboru pro záležitosti vnitra, výboru pro veřejné služby a výboru pro vzdělávání a kulturu. Předsedal podvýboru pro policii a vězeňství. Opětovně byl zvolen ve volbách v roce 1973, nyní na kandidátce Likudu. Byl členem výboru pro záležitosti vnitra a životního prostředí, výboru pro veřejné služby a výboru House Committee. Předsedal podvýboru pro vězeňství, stráže a policii. V letech 1969–1977 byl místopředsedou Knesetu. Ve volbách v roce 1977 mandát neobhájil. V letech 1982–1984 předsedal správní radě Institutu Ze'eva Žabotinského.